# エマニュエル・ワイス

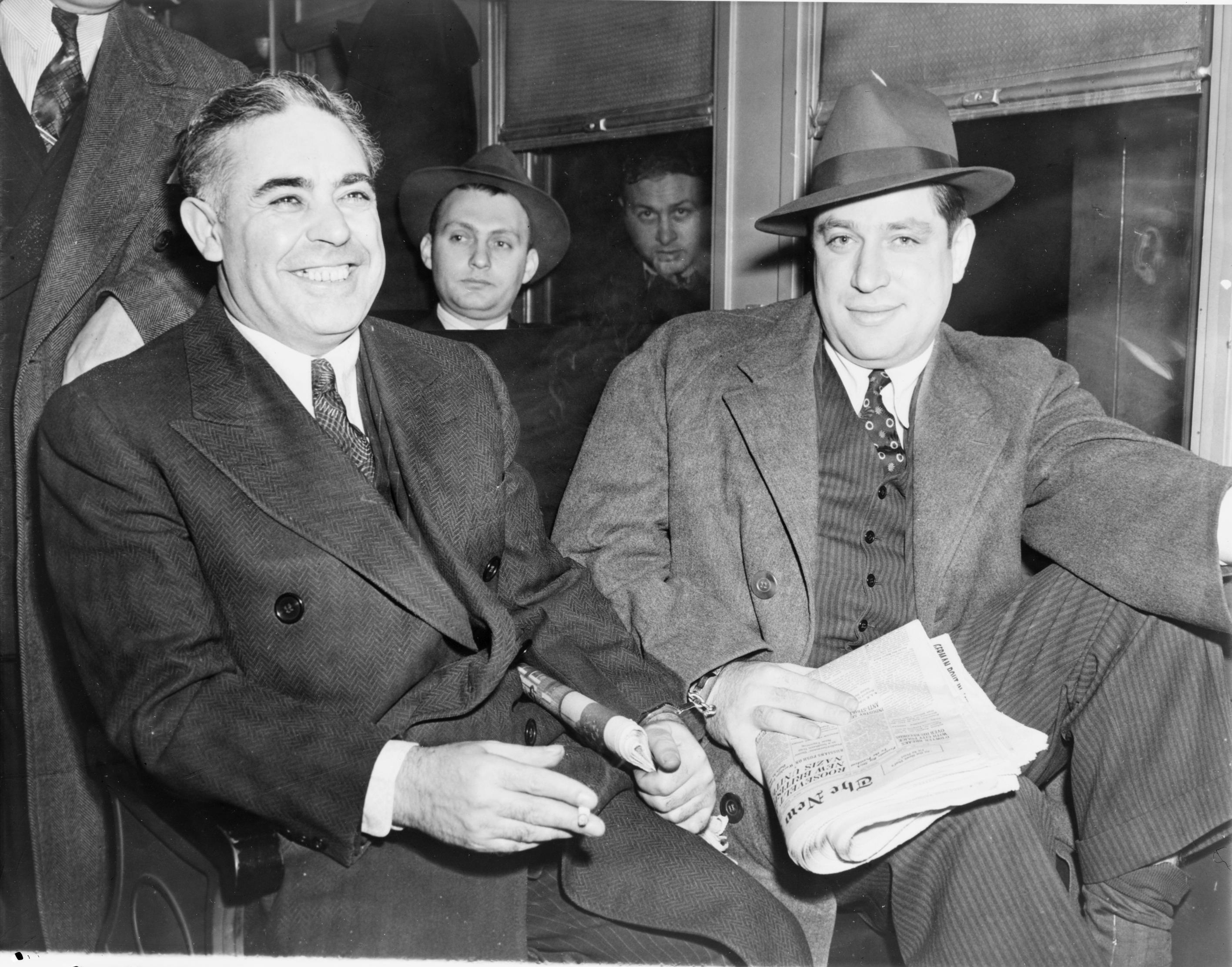
ルイス・カポネ（左）と共にシンシン刑務所に護送されるワイス。1941年12月3日

エマニュエル・ワイス（Emanuel "Mendy" Weiss, 1906年6月11日-1944年3月4日）は、ユダヤ系ギャングで、マーダー・インクの殺し屋。1935年のダッチ・シュルツ暗殺犯の1人。あだ名は「メンディー」。
ニューヨーク生まれ。1930年代前半、ルイス・"レプキ"・バカルターの元で用心棒になった。バカルターの信頼が厚く、組合強請に深く関わりながら、マーダー・インクの契約殺人を請け負った。伊達男で自信家だったが、組合仕事ではバカルターの代理を務めるなど信頼された。
チャールズ・ワークマンと共にダッチ・シュルツ暗殺実行犯に選ばれ、1935年10月23日、ニューアークのレストランにいたシュルツら4人をショットガンで襲撃した（4人とも1両日中に死亡）。1936年9月、組合でバカルターと揉めて当局への密告をほのめかしたジョセフ・ローゼンを、ルイス・カポネ、ハリー・ストラウスらと殺害した。1939年、アルバート・アナスタシアの港湾組合支配に抵抗していた組合運動家ピーター・パントが行方不明になり、1941年に他殺体となって発見されたが、のち当局の証言者に転じた元同僚エイブ・レルズが、ワイスが絞殺したと自白した。同年、チームスター組合のモリス・ダイアモンドをワークマンと共に殺害した。
1941年4月、カンザスに逃亡中に逮捕され、1941年後半、バカルター、ルイス・カポネとともにローゼン殺しで裁判にかけられた。1941年11月12日、レルズが警察に護衛されたホテルの6階から転落死したが、アルバート・タネンバウムらがレルズの代役で証言台に立った。1941年11月30日、3人ともローゼン殺しにより第1級殺人罪で死刑判決が下った。シンシン刑務所へ移送された。翌年の上訴審でも極刑は覆らなかった。1944年3月4日、バカルター、カポネと共に電気椅子で処刑された。処刑の直前、「自分は無実だ。自分は嵌められた。自分がユダヤ人だからだ。そのことはデューイ検事もリーマン判事も知っている」と漏らし、「家族とその他もろもろへ私の愛を」と言い残した。ワイスはバカルターらとともに麻薬取引にも関与していたが、これらの罪では一度も立件されることはなかった。